# Nová Víska (Dlažov)
Nová Víska je malá vesnice, část obce Dlažov v okrese Klatovy v Plzeňském kraji. Nachází se asi jeden kilometr severozápadně od Dlažova. Prochází zde silnice I/22. Je zde evidováno 25 adres. V roce 2011 zde trvale žilo 34 obyvatel.
Nová Víska leží v katastrálním území Dlažov o výměře 2,9 km².

## Historie
První písemná zmínka o vesnici pochází z roku 1839.

## Obyvatelstvo
| Rok            | 1869 | 1880 | 1890 | 1900 | 1910 | 1921 | 1930 | 1950 | 1961 | 1970 | 1980 | 1991 | 2001 | 2011 | 2021 |
| -------------- | ---- | ---- | ---- | ---- | ---- | ---- | ---- | ---- | ---- | ---- | ---- | ---- | ---- | ---- | ---- |
| Počet obyvatel | 193  | 203  | 196  | 180  | 164  | 162  | 129  | 106  | 86   | 79   | 51   | 42   | 30   | 34   | 45   |
| Počet domů     | 31   | 31   | 34   | 33   | 32   | 31   | 29   | 28   | 28   | 22   | 18   | 24   | 24   | 24   | 23   |

## Galerie

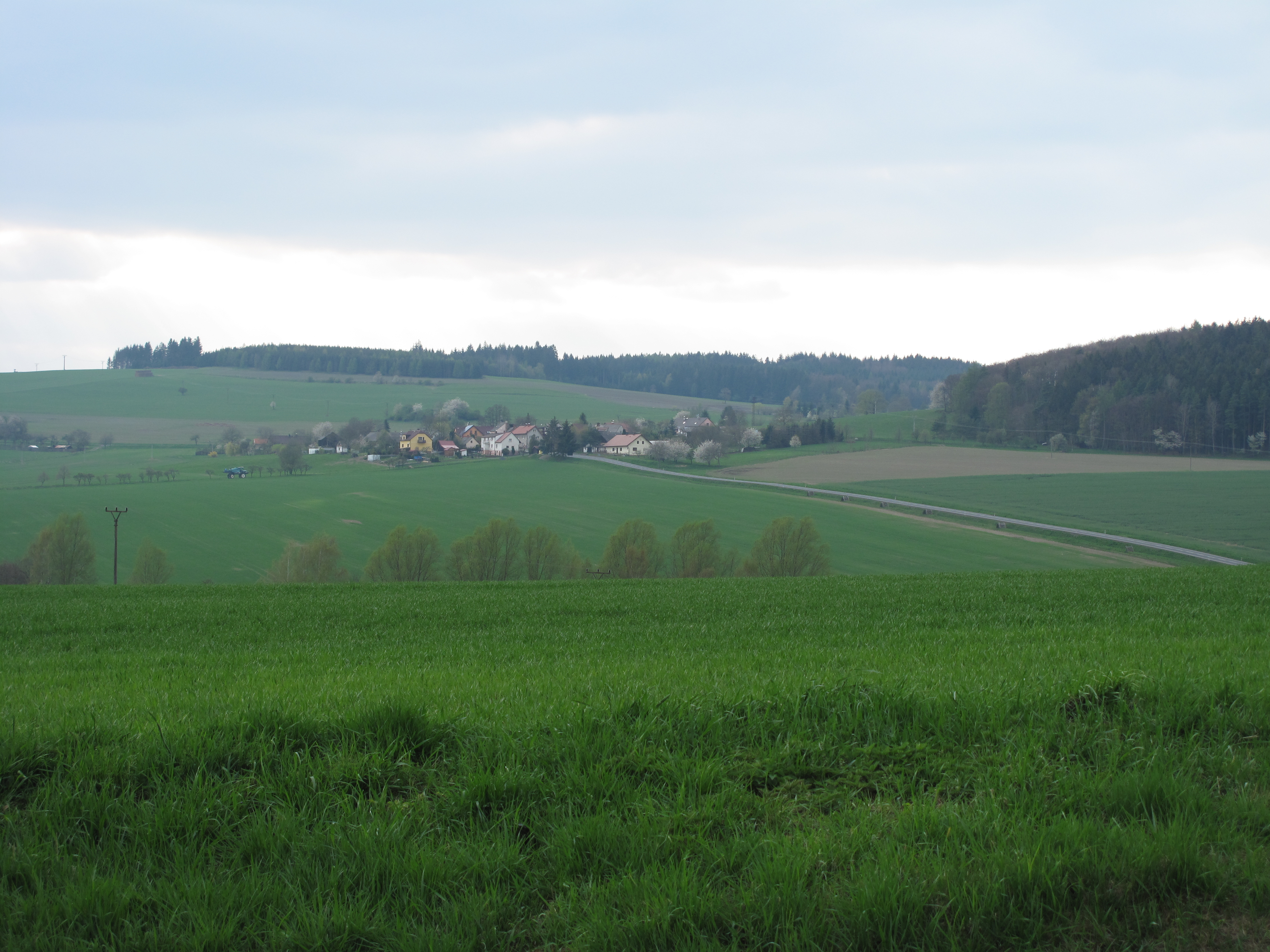
Pohled zdáli
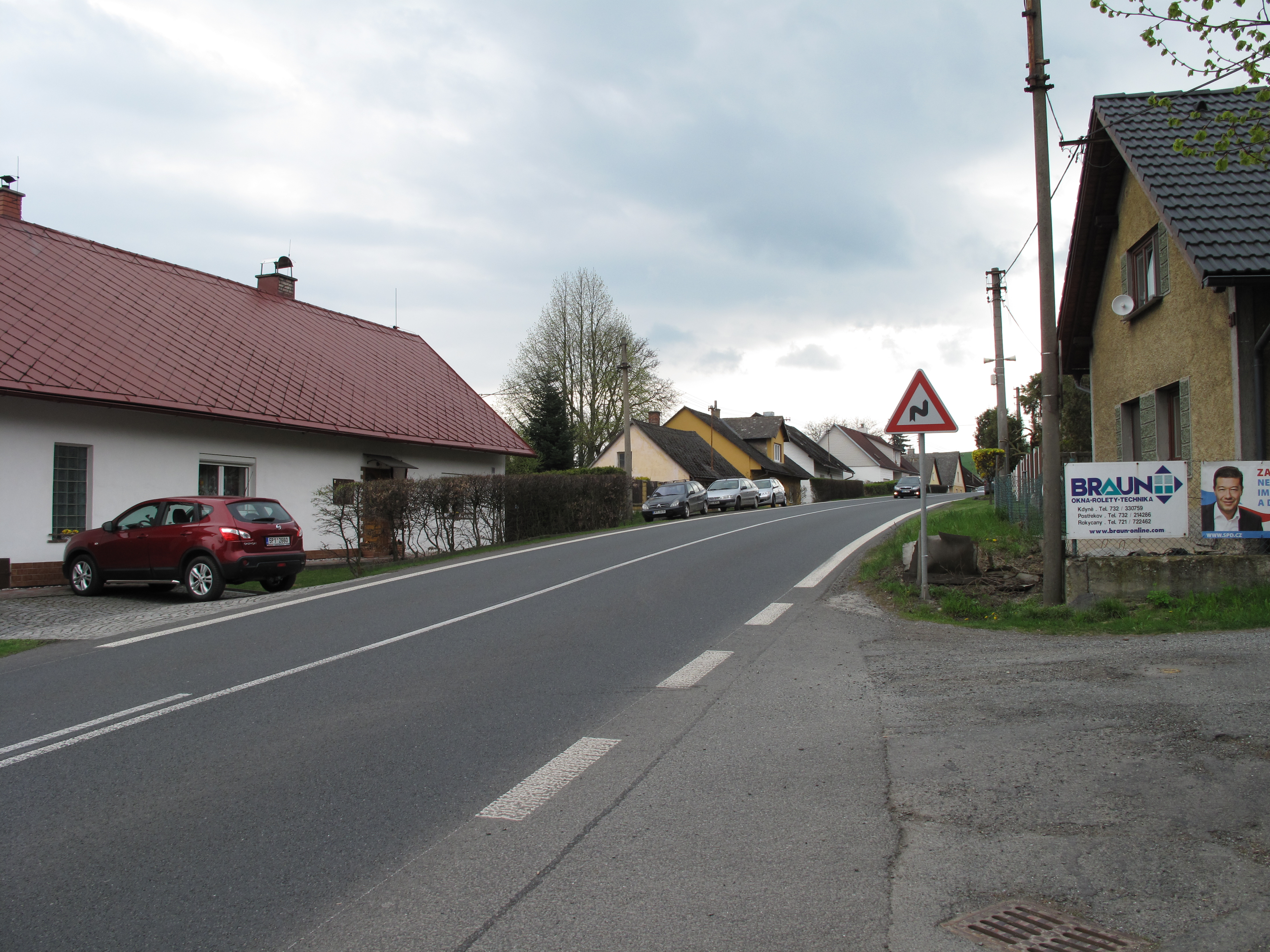
Hlavní silnice
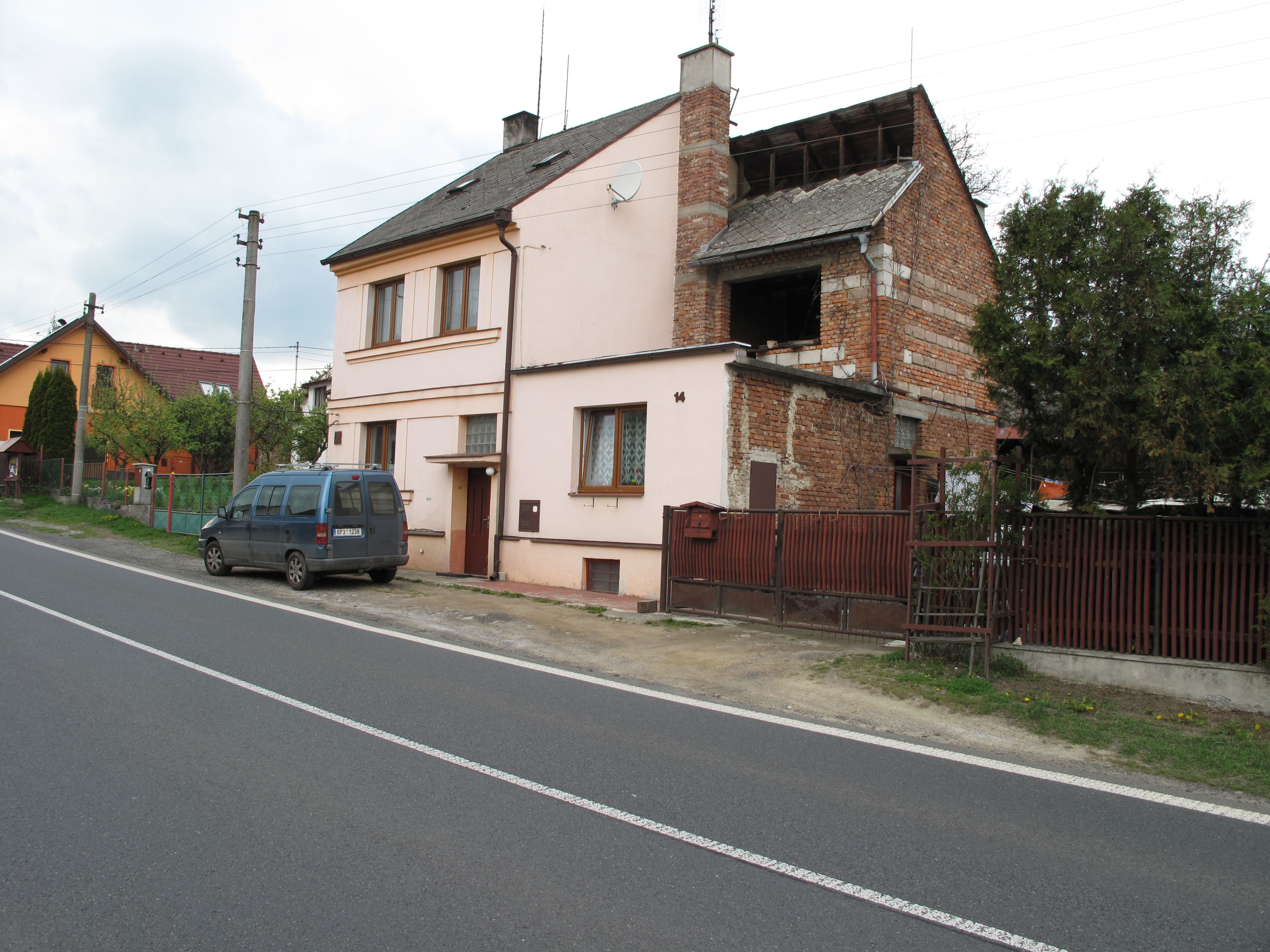
Jeden z domů